# 建滔銅箔集團
建滔銅箔集團有限公司，簡稱建滔銅箔集團，以及建滔銅箔（英語：Kingboard Copper Foil Holdings Limited，SGX：K14），在1993年由建滔化工集團分拆旗下專門在廣東清遠，以及廣東連州生产用于制作积层板和印刷线路板的粗化铜箔及涂胶铜箔。而產品包括电池铜箔、低峰值铜箔、双面处理铜箔和高温高延铜箔。
總部位於中国广东省清远市佛冈县石角镇建滔路1号，以及香港新界沙田香港科学园2期科技大道东12号海滨大楼1座2楼。股份在1999年12月16日於新加坡交易所主板上市。招股價為0.53坡元，配售股份為215,000,000股，集資額為113,950,000坡元。

## 連結
- KBCopperFoil.com （页面存档备份，存于）